# Euphrasia karataviensis
Euphrasia karataviensis är en snyltrotsväxtart som beskrevs av Govoruchin. Euphrasia karataviensis ingår i släktet ögontröster, och familjen snyltrotsväxter. Inga underarter finns listade i Catalogue of Life.